# Borgruinen Velburg
Borgruinen Velburg, også kaldet Velberg. Ruinen ligger på Burgberg 500 moh. øst for den gamle bydel i byen Velburg i Landkreis Neumarkt in der Oberpfalz i Bayern.

## Historie
Første gang slottet nævnes er i 1129. Omkring 1450 nedbrændte slottet næsten fuldstændigt, men blev i 1505 genopbygget.
Under Trediveårskrigen blev slottet ødelagt af de svenske tropper, og i 1790 bliver der fjernet en del sten fra ruinerne for at bygge sognekirken i Velburg.
49°14′05″N 11°40′40″Ø / 49.234602°N 11.677817°Ø